# Польская волость

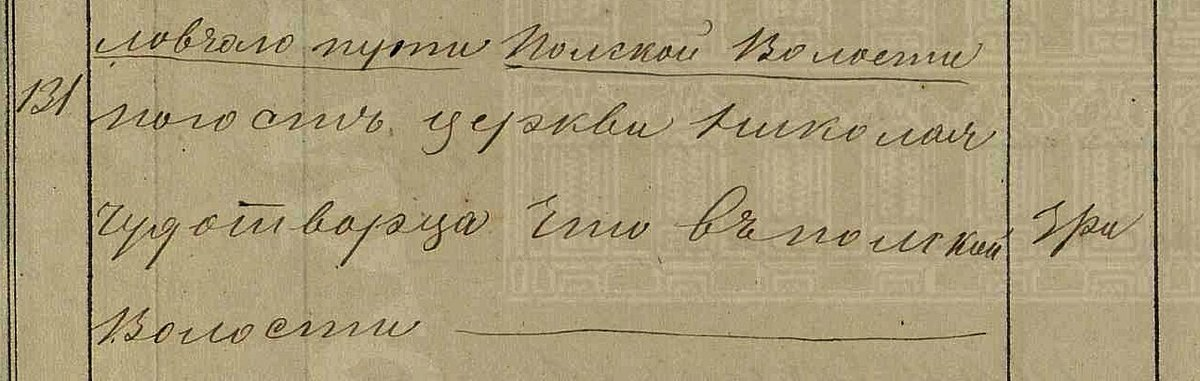
Польская волость Ловчего пути

Польская волость — историческая административно-территориальная единица Владимирского уезда Замосковного края Московского царства. Располагалась на правом берегу Клязьмы по реке Поле (притоку Клязьмы) и Ушме, в пределах позже образованного на этой территории Покровского уезда Владимирской губернии. Название дано по реке Поле.
Польская волость относилась к Ловчему пути.
Лесные южные волости Владимирского уезда: Муромское сельцо, Тумская, Тугалесская, Мичевская, Польская, Кривандинская, Вышелесская — были известны своими изделиями из дерева, преимущественно, по-видимому, относившимися к экипажному производству, частям сбруи и т. п. Этот промысел был известен даже Большому дворцу.